# Яновський Ярослав Миколайович
Ярослав Миколайович Яновський (нар. 1965, Івано-Франківськ) — український художник.

## Освіта
- 1977—1981 — художня школа в Івано-Франківську.
- 1982—1988 — ЛУПМ імені Івана Труша, Львів.

У своїй творчості художник послуговується постмодерністськими художніми стратегіями-імітацією масового тиражування, інкрустуванням-інсталюванням у скульптурах, серії робіт на дошках «Абсолют». Твори цього напрямку виходять за межі стилевих, формальних обмежень. В більшості творів художник прагне екстраполювати назовні межовий суб'єктивний метафоризм. Певні сюрреалістичні паралелі теж несуть в собі невловимий гуцульський метафоризм. В портретах видовженість облич, їх відстороненість надає творам сакрального звучання.
Учасник багатьох основних акцій і програм сучасного мистецтва в Україні з 1989 року.
Бере участь в міжнародних пленерах і програмах в основному перформансами і активними формами.
Мистецтвознавець Ігор Панчишин пише про Яновського, що той «Не вважає за необхідне розмежовувати жанрово потребу висловитися. Успішний як у фотографії так і у відео, живопису, відеоінсталяціях і мультимедіа. Окремий проєкт «Donumenta» в Регенсбурзі (Німеччина) був зрежисований як кількаденна акція різновидових програм. Учасник всіх «Імпрез» в Івано-Франківську і супутніх програм у різних країнах. Концепційно проголошує мистецькі декларації й ідеї в літературних творах і мистецтвознавчих розвідках».

## Вибрані виставки
- 2012 — «VYO», персональна, галерея «Арт на мур», Івано-Франківськ.
- 2012 — «АртБастіон», галерея «Арт на мур», Івано-Франківськ.
- 2010 — «Порто-Франко», ТЦ галерея «Бастіон», Івано-Франківськ.
- 2009 — «Йо» персональна, галерея «Маргінеси», Івано-Франківськ.
- 2008 — «Elgavas pils — 270», міжнародний симпозіум, Єлгава, Латвія.
- 2008 — «Золото та іржа», персональна, галерея «Химера», Івано-Франківськ.
- 2006 — «Парк Українського Періоду», КМЦ «Дзиґа», Львів.
- 2005 — «Uwaga», галерея воєводства Опольського, Польща, (буклет).
- 2004 — «Message 2», інсталяції, ЦСМ, Івано-Франківськ.
- 2003 — «Donumenta», проект «Музей Радіації», галерея «Regina», Регенсбург, Німеччина.
- 2003 — «Репозиція», КМЦ «Дзиґа», Львів.
- 2002 — «Моя Ікона», персональна, ЦСМ, Івано-Франківськ.
- 2002 — «Лагідний тероризм 2», Художній музей, Івано-Франківськ.
- 2001 — «Екологія 3000» КМЦ «Дзиґа», Львів.
- 2000 — «Наше Місто» Краєзнавчий музей, Івано-Франківськ (нагорода).
- 1999 — «2 Bienal D'Art Alcoi», Алькой, Іспанія (нагорода).
- 1998 — «Перевтілення», персональна, Художній музей, Івано-Франківськ.
- 1996 — «Восточная Европа: Spatia Nova» проєкт «Лагідний тероризм 1», IV Петербурзька бієнале, Санкт-Петербург, Росія.
- 1996 — «Ландшафт» проект, грант ЦСМ Сороса, Київ.
- 1995 — «Пан Україна», бієнале, Дніпропетровськ.
- 1994 — «Ретроспекції», персональна, Художній музей, Івано-Франківськ.
- 1994 — «Grendzganger», Гмунден, Австрія.
- 1994 — «Fine Art», Національний музей українського мистецтва, Київ.
- 1994 — «Art D‘Ucraïna» Алькой, Іспанія.
- 1993 — «Імпреза», міжнародне бієнале, Івано-Франківськ, (нагорода).
- 1993 — «Warszawiana» міжнародна виставка графіки, Варшава, Польща.
- 1993 — «Тільки 8 днів» спілка художників, Одеса.
- 1993 — «Українська майстерня» галерея «Київ», Київ.
- 1992 — «РУБЕРОЇД» пасаж Гартенбергів, Івано-Франківськ.
- 1991 — «ІМПРЕЗА» міжнародна бієнале, Івано-Франківськ, (нагорода).

## Літературна творчість
Співавтор (спільно з Веселою Найденовою) роману «Долина Бельведеру». Твір виграв у номінації «Кращий романтичний роман» на конкурсі Коронація слова 2008 року.